# Јован Кировски
Јован Кировски (енгл. Jovan Kirovski; Ескондидо, 18. март 1976) је бивши амерички фудбалер. Играо је на позицији крила.
Кировски је пореклом из места Сиричино у Пологу (Северна Македонија), одакле је његова породица емигрирала у Америку.

## Успеси
Борусија Дортмунд
- Лига шампиона (1) : 1996/97.[6]
- Интернационални куп (1) : 1997.[7]

 Спортинг Лисабон
- Суперкуп Португалије  (1) : 2000.[8]

 Лос Анђелес галакси
- МЛС лига (1) : 2011.[9]

 САД
- Конкакафов златни куп:  1996.[10]
- Куп конфедерација:  1999.[11]

Појединачни
- Први амерички фудбалер који је постигао гол у Лиги шампиона[12]
- Први амерички фудбалер освајач Лиге шампиона[13]
- Први амерички фудбалер у Првој лиги Португалије[12]